# Paranothrotes levis
Paranothrotes levis är en insektsart som först beskrevs av Leo L. Mishchenko 1951.  Paranothrotes levis ingår i släktet Paranothrotes och familjen Pamphagidae. Inga underarter finns listade i Catalogue of Life.